# Ockupera universitetet

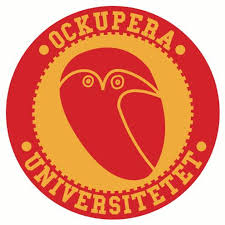
Ockupera universitetet

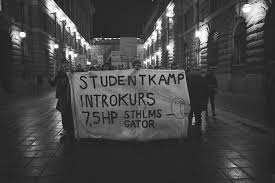
Ockupera universitetet STHLM 2013

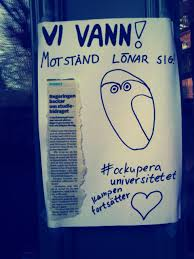
Ockupera Universitetet Segerfirande

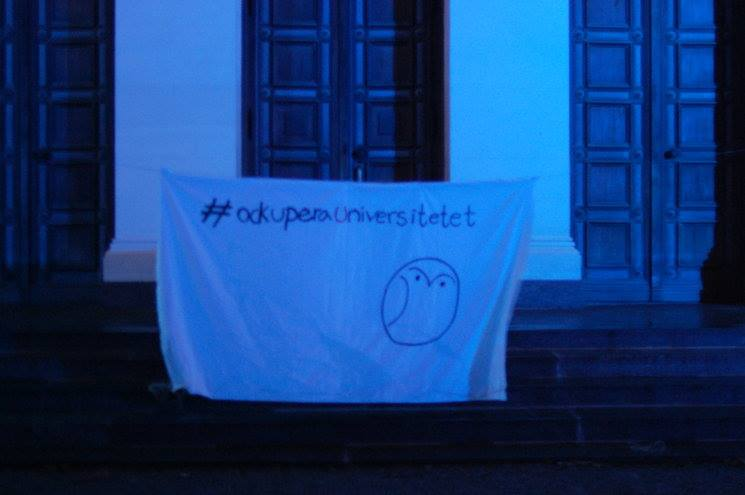
Banner vid Universitetshuset Lund 2013-11-19

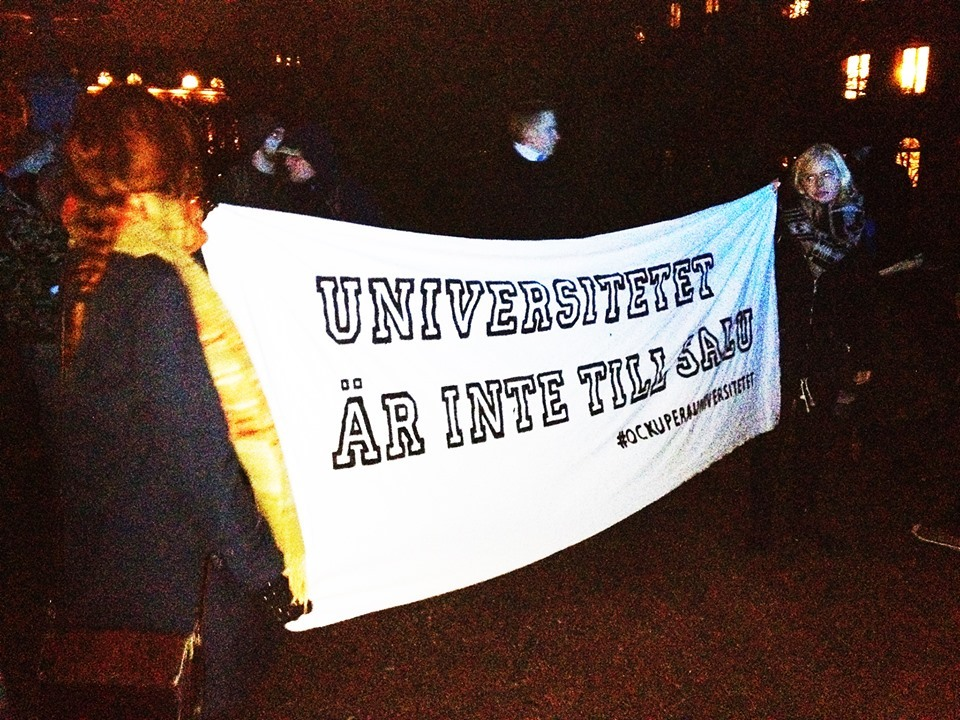
Frontbanner demonstration Lund Ockupera Universitetet 2013-11-14

Ockupera universitet var en svensk politisk studentrörelse under åren 2013-2014 i anslutning till dåvarande regeringens förslag att omvandla högskolor och universitet till stiftelseform. Flera av Sveriges största universitet ockuperades.

## Bakgrund
Bakgrunden var att kraftig kritik från flera håll hade riktats mot förslaget. Remissinstanser, forskare och lärare, fackföreningar och studentkårsorganisationer var kritiska. Över tusen lärare och anställda på högskolor och universitet skrev under en protestlista mot förslaget.  Dåvarande utbildningsministern Jan Björklund meddelade i månadsskiftet oktober-november att förslaget ”sköts upp” men fortsatte att utredas. 
Inom de sociala rörelserna fanns erfarenhet av ockupationer som metod. Dels fanns minnet av kårhusockupationen i maj 1968, men närmare i tiden hade en ockupationsfestival organiserats i Lund 2009. I åren efter finanskrisen hade en våg av protester vält fram. I Chile, Storbritannien och Quebec i Kanade hade massiva studentprotester varit aktiva runt åren 2011-2012. Parallellt med Ockupera universitetet i Sverige organiserade studenter i Italien stora protester mot nedskärningar.

## Nationell protestdag 14 november 2013
Den 14 november utlystes som nationell protestdag mot förslaget. På dagen ockuperades universitet i flera svenska städer, däribland Lund, Uppsala, Göteborg och Stockholm. Protester skedde även i Malmö, Umeå, Örebro och Linköping.  Protesterna breddades till att omfatta marknadsmekanismer och privatiseringar inom högskolesfären, under parollen ”Universitetet är inte till salu”. Rörelsen fick stöd från studentrörelser i Kanada, Storbritannien och av det till Vänsterpartiet anknutna Vänsterns studentförbund.
I anslutning till protestdagen  publicerade rörelsen en debattartikel, där utredningen om högskolestiftelser uppmanades att läggas ned och att studenter skulle fortsätta sina protester: 
| ”         | De landsomfattande manifestationerna har öppnat upp för en unik situation där kampen genom sin öppenhet spränger gränserna för vad som är möjligt att förändra. För oss har den senaste tidens protester varit som en 7,5 högskolepoängs introduktionskurs i studentmakt. | „ |
| – Fria.nu | |   |

Rörelsen använde sig av hashtaggen #ockuperauniversitetet och en uggla, lånad av Picasso, som symbol.

## Efter ockupationsdagen
Efter ockupationsdagen följde studentprotester mot andra frågor, bland annat mot att Lunds Universitet betalade renoveringen av exklusiva boendet Thomanderska i Lund  och mot förslaget om att sänka studiemedlet.
I december 2013 hölls stora studentprotester i Danmark, där universitet ockuperades och blockerades. Protesterna beskrev som de vildaste i Danmark sedan 1968.
År 2015 genomfördes de första ockupationerna av universitet i Finland.